# Erioptera scioptera
Erioptera scioptera är en tvåvingeart som beskrevs av Alexander 1956. Erioptera scioptera ingår i släktet Erioptera och familjen småharkrankar. Inga underarter finns listade i Catalogue of Life.